# Unterhaltssicherungsgesetz
Das Unterhaltssicherungsgesetz (USG) regelt in Deutschland die finanzielle Absicherung von Wehrdienst leistenden Reservisten.

Im Spannungs- oder Verteidigungsfall gilt es für alle Wehrdienst leistenden Soldaten, die nicht Berufssoldat, Zeitsoldat oder Freiwillig Wehrdienst Leistender sind.

## Geschichte
Das Unterhaltssicherungsgesetz ist im Jahr 1957 entstanden und 1980 neu gefasst worden. Auf Grund fundamentaler Änderungen bei der Bundeswehr in den letzten Jahrzehnten, unter anderem der Neuausrichtung der Bundeswehr mit Aussetzung der Wehrpflicht, wurde das Gesetz am 29. Juni 2015 neu gefasst. Ziele der Neufassung waren unter anderem:
- die Bearbeitung der Anträge auf Unterhaltsicherung von den Kommunen auf den Bund (Bundesamt für das Personalmanagement der Bundeswehr) zu übertragen und dort zu zentralisieren,
- die Mindestleistung für Reservistendienst Leistende so zu erhöhen, dass sie der Nettobesoldung von aktiver Soldaten gleichen Dienstgrads entsprechen und
- die Gleichstellung von ehelichen und nichtehelichen Kindern von freiwilligen Wehrdienst Leistenden sicherzustellen.

2021 wurde die Anwendung USG-Online eingeführt, mit der Leistungen online beantragt werden können.

## Leistungen
Reservisten können gem. Kapitel 2 folgende Leistungen erhalten:
- § 5 Leistungen an Nichtselbständige (Erstattung eines nachgewiesenen Verdienstausfalls)
- § 6 Leistungen an Selbständige (Erstattung eines angenommenen Verdienstausfalls auf Basis der letzten Steuererklärung sowie von Betriebsstätten-Unterhaltskosten)
- § 8 Mindestleistung (pauschaler Tagessatz wahlweise anstelle von Leistungen nach § 5 bzw. § 6)
- § 9 Leistungen für Versorgungsempfänger (Unterschiedsbetrag zwischen den letzten Netto-Dienstbezügen und den aktuellen Netto-Versorgungsbezügen)
- § 11 Prämie (Tagesprämie für jeden Tag Reservistendienst)
- § 11a Prämie für besondere Einsatzbereitschaft (in Sonderfällen gezahlte Prämie nach Entscheidung des BMVg)
- § 12 Zuschlag für längeren Dienst (Zuschlag für Wehrdienst von insgesamt mehr als 15 Tagen im Kalenderjahr, falls nicht der Zuschlag gem. § 13 vereinbart wurde)
- § 13 Zuschlag für die Verpflichtung zu längerem Dienst (Zuschlag für Wehrdienst von insgesamt mehr als 33 Tagen im Kalenderjahr, wenn dazu eine Verpflichtung unterzeichnet und erfüllt wurde)
- § 14 Dienstgeld (Tagesprämie für einen Wochenend-/Feiertags-Reservistendienst zusätzlich zur und in Höhe der Prämie nach § 11)
- §§ 15–19 regeln die Zuschläge für besondere Funktionen oder Belastungen
- §§ 20–23 regeln die kostenlose Unterkunft, Dienstbekleidung, Ausrüstung und Heilfürsorge sowie die Verpflegung

Die Leistungen der §§ 5 und 6 sind im Gesetz auf einen Höchstbetrag begrenzt.
Leistungen gem. §§ 5–9, 14 und 19 werden nur auf Antrag, alle anderen Leistungen von Amts wegen gewährt.

Der Antrag wird beim Bundesamt für das Personalmanagement der Bundeswehr gestellt – entweder per Formblatt oder in der Anwendung USG-Online mit Hilfe eines Webbrowsers oder einer mobilen App.